# Fabian Roth
Fabian Roth (* 29. November 1995 in Karlsruhe) ist ein deutscher Badmintonspieler.

## Karriere
Fabian Roth gewann 2012 die Portuguese Juniors. Im gleichen Jahr nahm er an den Jugendweltmeisterschaften teil. Bei den Turkey International 2012 belegte er Rang zwei im Mixed mit Jennifer Karnott. 2013 wurde er Jugendeuropameister und Westdeutscher Meister im Herreneinzel. Dazu gewann er die Bulgarian Juniors 2013 im Einzel und die Belgian Juniors 2013 im Mixed. Bei den Deutschen Meisterschaften 2015 scheiterte er im Finale an Marc Zwiebler mit 13:21, 21:23 und wurde damit Deutscher Vizemeister. Mit der deutschen gemischten Nationalmannschaft erreichte er Bronze bei der Mannschaftseuropameisterschaft 2015 in Löwen. Im Jahr 2017 sicherte sich Fabian Roth erstmals den Titel bei den Deutschen Badmintonmeisterschaften in Bielefeld. Im Finale bezwang er den neunmaligen Titelträger und Rekordmeister Marc Zwiebler 17:21, 21:19, 21:17.